# Грантола
Гранто̀ла (на италиански: Grantola; на ломбардски: Grantùla, Грантула) е село и община в Северна Италия, провинция Варезе, регион Ломбардия. Разположено е на 250 m надморска височина. Населението на общината е 1262 души (към 2017 г.).